# Die Matrosen von Kronstadt
Die Matrosen von Kronstadt ist ein deutscher Historienfilm über den Kronstädter Matrosenaufstand von 1921.

## Handlung
Im Februar 1921 ist Sowjetrussland stark geschwächt von den Folgen des Russischen Bürgerkriegs. In Petrograd kommt es zu Streiks tausender Arbeiter gegen die Armut und die Unterdrückung durch die autokratisch regierende Führung Sowjetrusslands. Im Hafen von Kronstadt, einer Stadt auf der Petrograd vorgelagerten Insel Kotlin, liegen Schiffe der Baltischen Flotte. Als die Matrosen der Schlachtschiffe Sewastopol und Petropawlowsk von den Streiks erfahren, erklären sie sich mit den Streikenden solidarisch. Sie verfassen eine Resolution, die Forderungen nach Demokratisierung, Liberalisierung und Beschränkung der Macht der Partei enthält. Michail Kalinin spricht zu den Matrosen, es gelingt ihm jedoch nicht, sie zu beruhigen. Als später eine Delegation der Matrosen in Petrograd eintrifft, um die Resolution offiziell zu übergeben, werden sie von Tschekisten gefangen genommen.
Die Matrosen, unterstützt von Arbeitern aus der Stadt, gründen ein provisorisches revolutionäres Komitee, das den Kronstädter Sowjet für abgesetzt erklärt und den Flottenkommissar Kusmin gefangen nimmt. Der Kronstädter Festungskommandant General Koslowski versucht den Anführer des Aufstands, Stepan Petritschenko, zu überzeugen, einen Plan zur militärischen Verteidigung Kronstadts gegen die Rote Armee auszuarbeiten. Petritschenko will aber unter allen Umständen vermeiden, dass Proletarier auf Proletarier schießen müssen. Er glaubt bis zuletzt an eine Verhandlungslösung.
Leo Trotzki trifft in Petrograd ein und übernimmt die Führung bei der Niederschlagung des Aufstands. Er stellt den Aufständischen ein Ultimatum, sich binnen 24 Stunden zu ergeben, sonst werde man die Insel militärisch zurückerobern. Das Revolutionskomitee beschließt, das Ultimatum abzulehnen, und so kommt es Anfang März zum ersten Angriff auf die Insel über das Eis der zugefrorenen Newabucht. Die Aufständischen können die Festung halten, doch nach und nach gehen ihnen Vorräte und Munition aus, sodass sie beim zweiten Angriff einige Tage später kapitulieren müssen. Viele Matrosen versuchen über das Eis nach Finnland zu fliehen. Andere werden gefangen genommen oder sofort erschossen. In der sowjetischen Propaganda wird der Aufstand als Meuterei bezeichnet und als konterrevolutionäre vom Ausland gesteuerte Aktion dargestellt.
Eine (fiktive) zentrale Figur der Handlung ist Nikolai Perepelkin, Maat auf der Sewastopol. Er lebt mit seiner schwangeren Frau Lisa und seiner Mutter zusammen in Kronstadt. Die beiden Frauen haben Angst um ihn und wollen ihn von einer aktiven Teilnahme am Aufstand abhalten, er jedoch will seine Genossen nicht im Stich lassen und kehrt, als der Artilleriebeschuss schon zu hören ist, in die Festung zurück. Er ist befreundet mit dem Anführer Petritschenko. Als die Rote Armee schon Teile der Festung erobert hat und die Niederlage abzusehen ist, will Petritschenko ihn überzeugen, mit nach Finnland zu fliehen. Er will aber erst seine Familie holen, die er nicht in der Stadt zurücklassen will. Petritschenko gelingt die Flucht, Perepelkin aber wird gefangen genommen. Er hofft auf ein Gerichtsverfahren, aber Trotzki kündigt den Gefangenen an, man werde sie nicht vor ein Gericht, sondern „vor eine Mauer“ stellen (also ohne Prozess hinrichten).

## Produktion
Der Film ist eine Produktion von Stern TV im Auftrag des ZDF, die im Fernsehstudio München in Unterföhring gedreht und am 19. September 1983 zum ersten Mal ausgestrahlt wurde. Ein von Theodor Schübel verfasstes Buch zum Film erschien im selben Jahr im Knaur Verlag.